# مقری‌کلا (بابلسر)

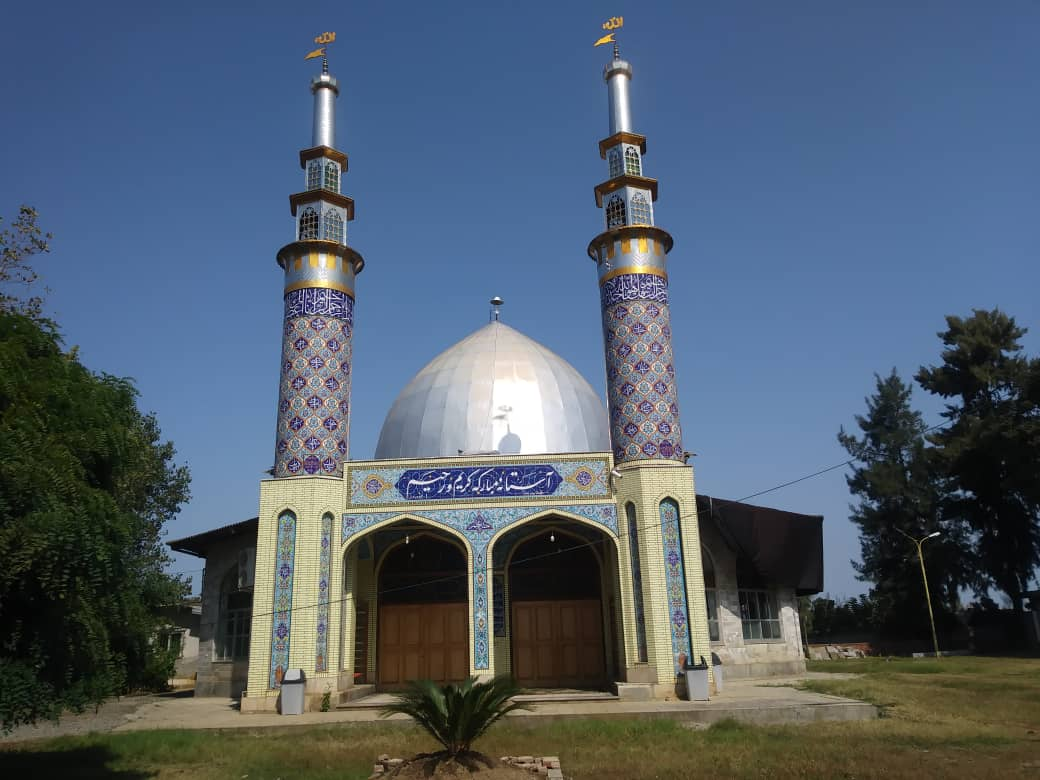
نمایی از آستانه کریم و رحیم در روستای مقریکلا

مقری‌کلا، روستایی است از توابع بخش رودبست شهرستان بابلسر در استان مازندران ایران.

## جمعیت
این روستا در دهستان پازوار قرار داشته و براساس آخرین سرشماری مرکز آمار ایران که در سال ۱۳۸۵ صورت گرفته، جمعیت آن ۱۴۱۱نفر (۳۶۱خانوار) بوده‌است.

## آستانه کریم و رحیم
از جاذبه‌های گردشگری این روستا می‌توان به آستانه امامزادگان کریم و رحیم اشاره کرد که از نوادگان موسی کاظم می‌باشند.
همچنین بنا به روایتی ضعیف امیر پازواری شاعر بنام مازندرانی در میان این دو برادر مدفون می‌باشد.

## کشته‌ها در جنگ ایران و عراق
۱۰ تن از اهالی روستای مقری‌کلا در جنگ ایران و عراق در مناطق مختلف جنگی به کشته شدند. همچنین جانباز رمضانعلی غلام‌نتاج بعد از ۳۵ سال جانبازی در شهریور ماه سال ۱۳۹۵ درگذشت.

## کتاب عطر محبت
در عاشورای سال ۱۳۸۴ کتابی با عنوان «عطر محبت: دل نوشته‌ای به محضر مبارک مردم شریف روستای مقری‌کلا» در بین اهالی این روستا توزیع گردید.
این کتاب شامل دل نوشته‌های سید مهرعلی محمدنژاد (از اهالی روستای مقری‌کلا) برای کشته شدگان جنگ و همچنین مردم این روستا می‌باشد.